# خوسيه دي لا ريفا أغويرو
خوسيه دي لا ريفا أغويرو (بالإسبانية: José de la Riva-Agüero)‏ (و. 1783 – 1858 م) هو سياسي، ومؤرخ، وضابط، وعسكري من بيرو . ولد في ليما . تولى منصب رئيس بيرو .
توفي في ليما .